# Hegyi lednek
A hegyi lednek (Lathyrus linifolius) a pillangósvirágúak családjába tartozó, európai elterjedésű, világoslilás-kékes virágú növény.

## Elterjedése és életmódja
Európában és Észak-Afrikában honos. Inkább a kontinens nyugati és középső részén elterjedt, Kelet-Európában és az Ibériai-félszigeten ritka.
Lombos erdők, bozótosok, erdőszélek növénye. Mészkerülő.
Édeskés, dióízű gumói ehetőek, de fogyasztás előtt alaposan meg kell főzni, mert enyhén mérgezőek. Nagyobb mennyiségben nyersen fogyasztva idegrendszeri tüneteket okoz. Finnországban elterjedése egyértelműen köthető a vaskori településekhez, ezért feltételezik, hogy gyógyászati vagy gasztronómiai célzattal termesztették is. Skóciában a burgonyatermesztés kezdetéig fontos táplálékkiegészítő volt.
Magyarországon védett, természetvédelmi értéke 5 000 Ft.

## Megjelenése
A hegyi lednek 15–30 cm magas, lágyszárú, évelő növény. Gyökeréhez sötét színű, nitrogénfixáló gumók kapcsolódnak. Szára egyenesen felálló, kétoldalt szárnyasan kiszélesedő, alapvetően sima. Váltakozó állású, nyeles levelei szárnyaltan összetettek, 2-4 pár levélkéből állnak. Kacsai nincsenek. A levélkék megnyúlt-elliptikusak, tompa végűek, ép szélűek. A szárhoz pálhalevéllel kapcsolódnak.
Május-júniusban virágzik. Virágzata 2-6 virágból álló, hosszú szárú fürt.  A virágok aszimmetrikusak, "pillangó" alakúak, 10–16 mm-esek, kezdetben mélyrózsaszín-halványlilák, később elkékülnek. A csésze öt levélből áll. Egy termője és tíz porzója van.
Termése 25–45 mm hosszú, sima felületű, vörösbarna-feketésbarna hüvely, amelyben 6-10 mag található.

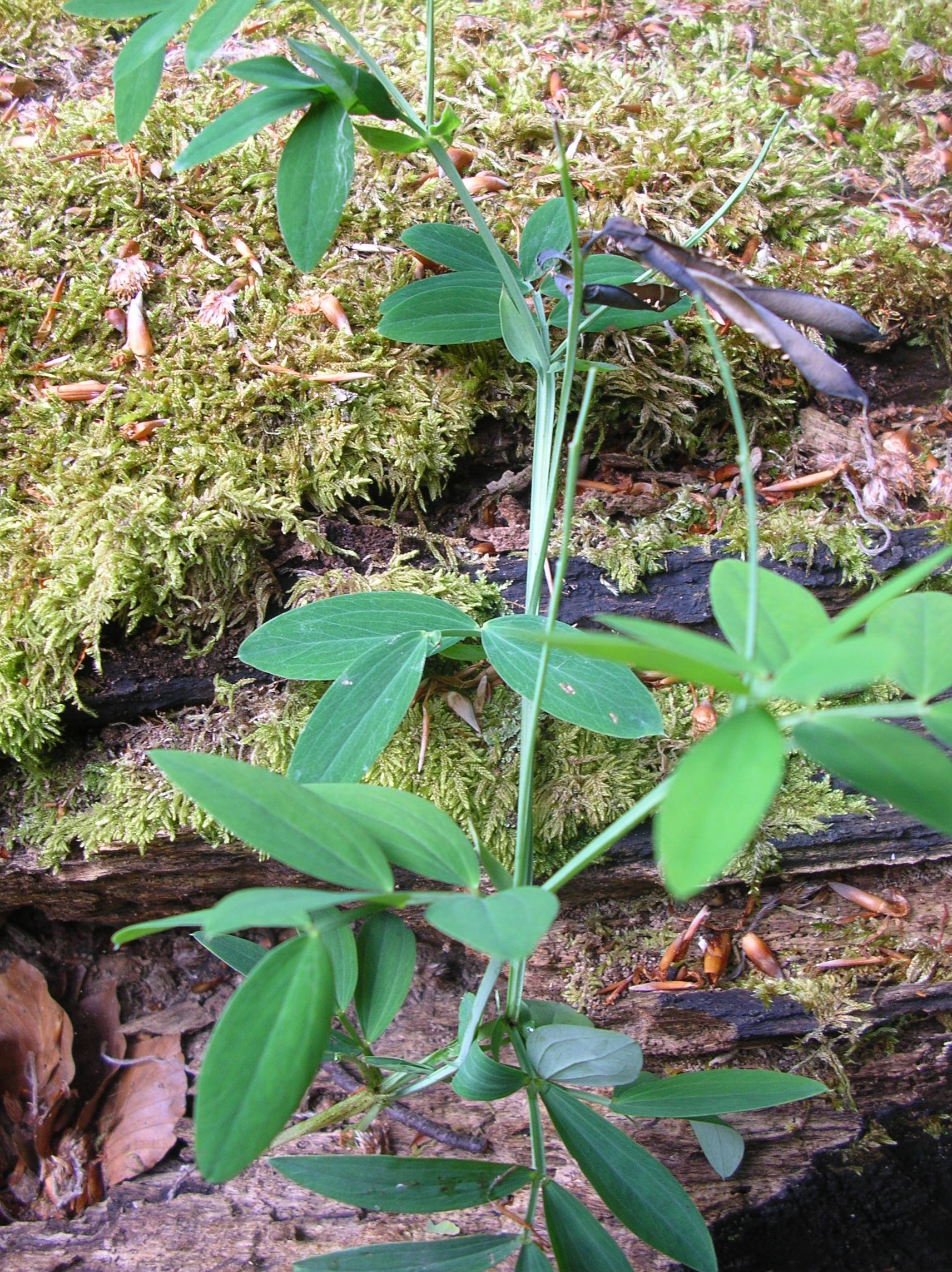
A hegyi lednek levelei
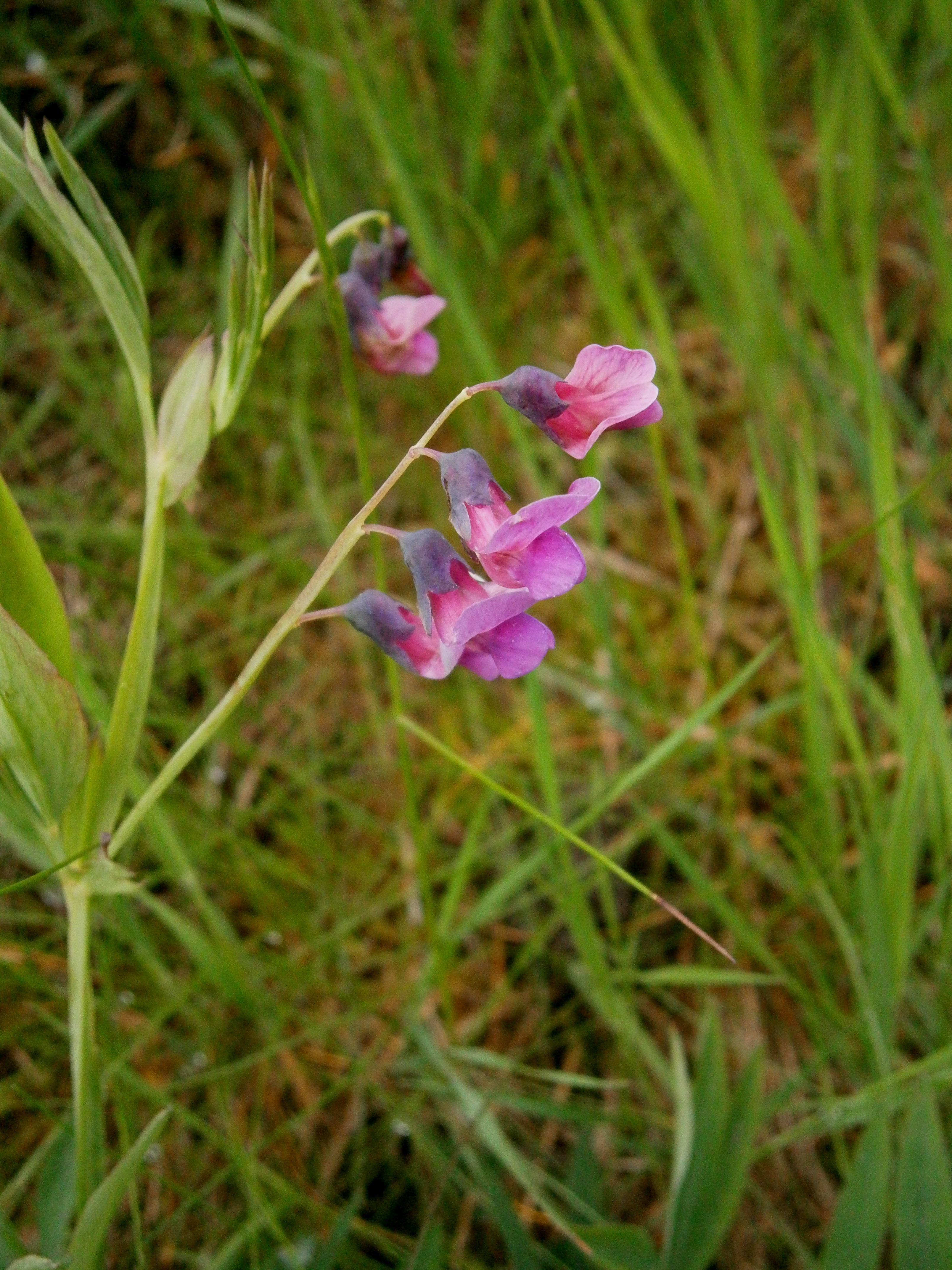
Virágzó növény
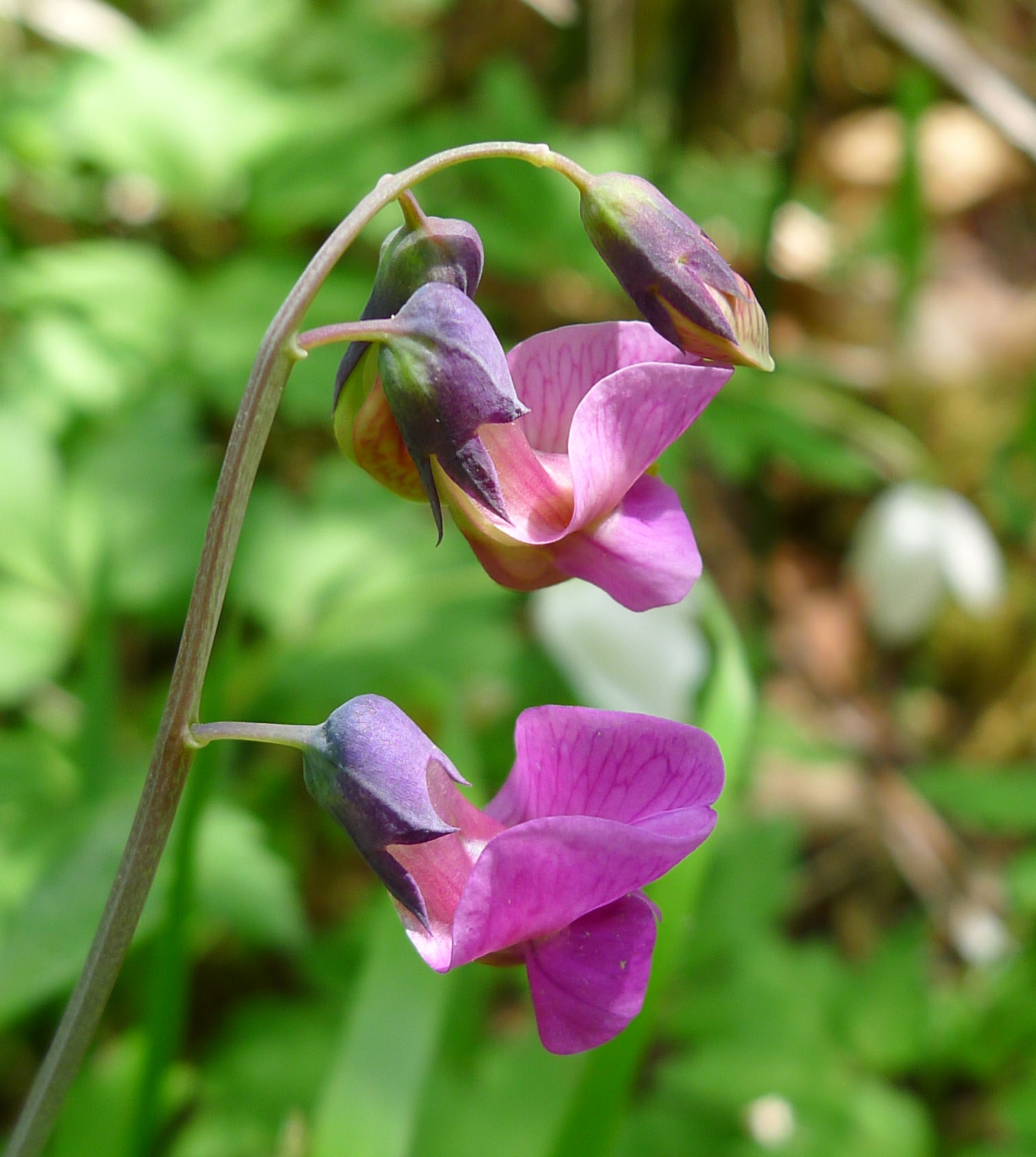
Virága
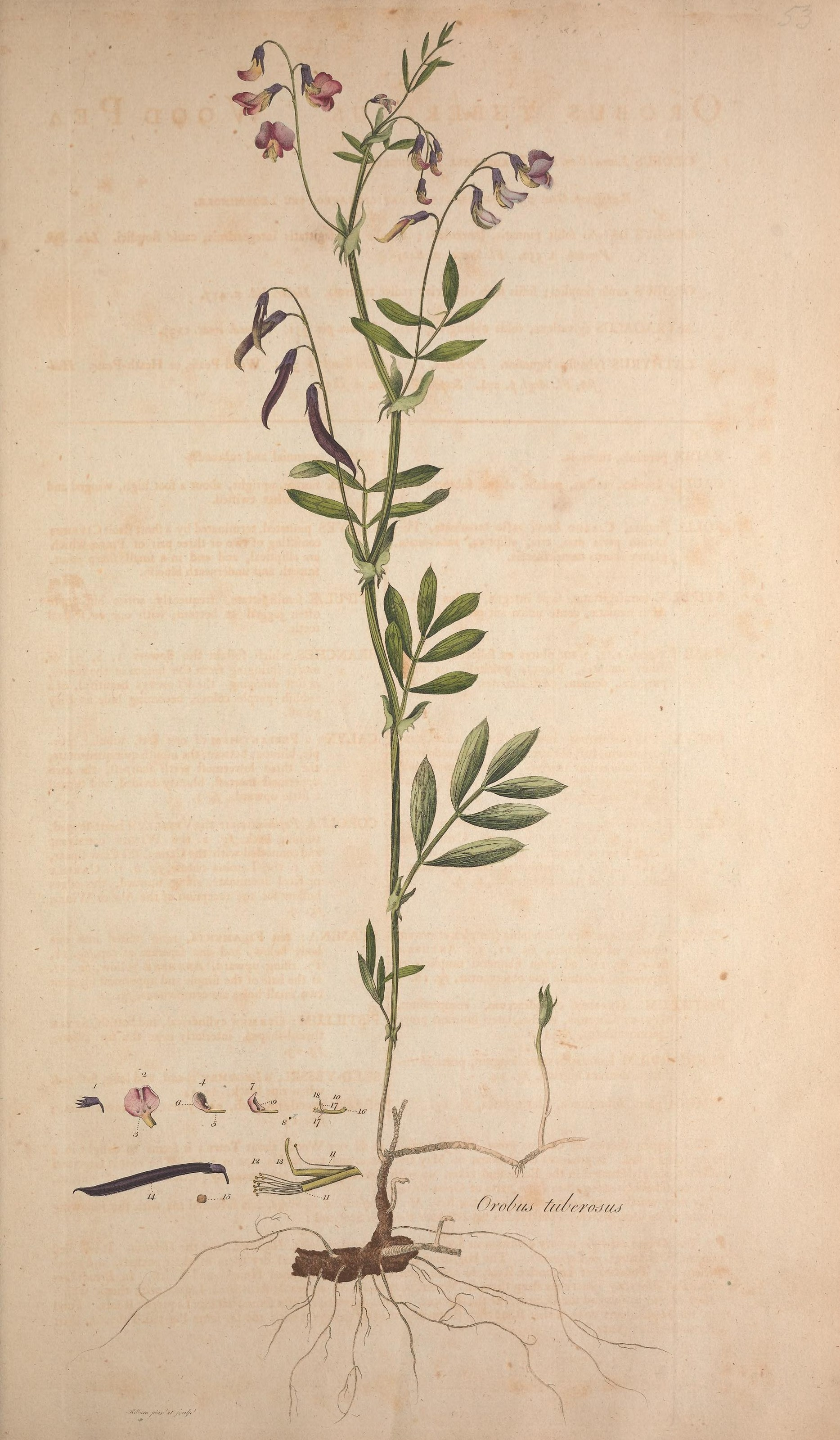
1777-es ábrázolása